# 미에 방언
미에 방언(三重弁、みえべん) 또는 미에벤은 미에현에서 사용하는 일본어의 방언의 총칭으로, 거의 대부분이 긴키 방언(이른바 간사이벤)에 속한다.
단, 어디까지나 현역의 방언을 모은 호칭으로, '미에 방언'으로 한 방언권을 구성하고 있는 것은 아니고, 지역에 따라 차이가 크다.

## 개요·구획
미에현 대부분의 지역의 방언은 긴키 방언에 속한다. 나고야 방언 등이 속한 도카이토산 방언(東海東山方言)과의 경계는 이비강으로, 그 동쪽에 있는 구와나시 구 나가시마정, 기소사키정은, 오와리 방언권이다. 아이치현에 비해 미에현의 방언은, 게이한식 악센트(京阪式アクセント)나 ワ행 5단동사의 ウ음편, 단정 조동사 'や(야, ~(이)다)'(단정 조동사 'だ(다)' 대신에 쓰인다. ex) これだな→これやな(고레다(야)나, 이거로군), そうだろう→そうやろう(소다(야)로, 그렇겠지)) 등의 긴키 방언적 특징을 가진다. 미에현은 도카이 3현(東海3県)으로 아이치현·기후현과 일괄로 되는 경우가 많지만, 말에서는 다르다는 것을 이세 사람은 자주 느끼게 된다. 그러나 이세에서 보이는 '行かっせる(이캇세루, 가시다)', '見さっせる(미삿세루, 보시다)'나 '言うてみえる(이우테미에루, 말씀하시다'처럼 존댓말 표현에는, 오와리애서의 영향이 보인다.
미에현은 전체로 한 방언권을 이루고 있지 않고, 크게 기타미에(北三重) 방언과 미나미미에(南三重) 방언으로 나뉘며, 그 차이는 크다. 기타미에 방언은 구 이세국 북·중부 및 구 이가국이고, 미나미미에 방언은 시마(도바시·시마시) 및 그쪽에서 남부에 위치한 이세 남부(1582년 이전은 시마였던 지역)과, 구 기이국에 속한 지역(히가시키이)이다. 방언 학자인 우메가키 미노루(楳垣実)는 긴키 방언을 나카킨키(中近畿) 방언, 기타킨키(北近畿) 방언, 미나미킨키(南近畿) 방언으로 나눴고, 여기서 기타미에 방언은 나카킨키 방언에 속하지만, 미나미미에 방언은 기이 방언 및 오쿠요시노 방언(奥吉野方言)과 함께 미나미킨키 방언에 속한다. 기타미에의 악센트는 전형적인 게이한식 악센트이나, 미나미미에는 각종 드문 악센트가 분포한다, 기타미에는 높임 조동사가 많이 사용되는 것에 반해 미나미미에는 문말 조사에 의한 존댓말을 사용한다, 기타미에에서는 진행형과 완료형의 구별을 하지 않지만 미나미미에에서는 구별한다, 등의 차이가 있다.
더욱이, 각각 이하와 같이 구획된다. 이 구획명은, 이하의 설명에서도 사용된다.
- 기타미에(北三重) 방언
  - 기타·나카이세(北・中伊勢) 방언(히가시킨키(東近畿)식 방언에 속한다)
    - 기타이세(北伊勢) 방언
    - 나카이세(中伊勢) 방언

  - 이가(伊賀) 방언(나카킨키(中近畿)식 방언에 속한다)
    - 기타이가(北伊賀) 방언
    - 미나미이가(南伊賀) 방언
- 미나미미에(南三重) 방언(미나미킨키(南近畿)식 방언에 속한다)
  - 시마·미나미이세(志摩・南伊勢) 방언
    - 시마(志摩) 방언
    - 미나미이세(南伊勢) 방언

  - 기타무로(北牟婁) 방언
  - 미나미무로(南牟婁) 방언

기타미에와 미나미미에의 경계(기타·나카이세 방언과 시마·미나미이세 방언의 경계)는 이세시와 도바시의 경계에서, 이세시 남부, 와타라이군 중부를 횡단하고, 다키군의 남쪽 경계를 지나는 것으로 추정된다(따라서 미나미이세 방언에 해당하는 것은 거의 미나미이세정만 해당). 시마·미나미이세는 기타미에와 미나미미에의 중간적 방언이다.
이가는 역사적으로 게이한에서의 영향이 세고, 현내에서 가장 게이한 방언에 가까운 방언이다. 이세와 이가의 사이에는 누노비키 산지(布引山地)가 있기에 경계가 명료하나, 이세와 시마의 방언 경계는 그다지 뚜렷하지 않다. 기타·나카이세는 이세 평야가 펼쳐져 있기에 내부의 방언 차이는 생기기 힘드나, 시마·미나미이세는 어촌으로 성격으로 각각의 촌락에 독특한 방언이 보인다. 또 시마에는 오래된 표현의 잔존이 많이 보인다. 기타무로 방언은 오와세시 및 기타무로군(와타라이군에 편입된 다이키정 니시키를 포함한다)의 방언이고, 미나미무로 방언은 구마노시 및 미나미무로군의 방언이다. 미나미무로 방언에서는 생물에도 'おる(오루, 있다)'가 아닌 'ある(아루, 있다)'를 사용하는 등, 와카야마현의 방언과 연결이 깊다.
|                                                    | 기타이가                             | 미나미이가                           | 기타이세                               | 나카이세                               | 시마·미나미이세                                                  | 기타무로                                                       | 미나미무로                                                     |
| -------------------------------------------------- | ------------------------------------ | ------------------------------------ | -------------------------------------- | -------------------------------------- | ---------------------------------------------------------------- | -------------------------------------------------------------- | -------------------------------------------------------------- |
| 악센트                                             | 게이한식                             | 게이한식                             | 게이한식                               | 게이한식                               | 게이한식                                                         | 게이한식과 비슷함                                              | 게이한식의 변종 우치와 도쿄식(内輪東京式)                      |
| 단정의 조동사                                      | や(야)                               | や(야)                               | や(야)                                 | や(야)                                 | や(야), じゃ(자)                                                 | や(야), じゃ(자)                                               | や(야), じゃ(자)                                               |
| 진행상                                             | …てる(테루)                          | …てる(테루)                          | …とる(토루)                            | …とる(토루)                            | …よる(요루)                                                      | …よる(요루)                                                    | …やる(야루) …やーる(야-루)                                     |
| 완료상                                             | …てる(테루)                          | …てる(테루)                          | …とる(토루)                            | …とる(토루)                            | …とる(토루)                                                      | …とる(토루)                                                    | …たる(타루) …たーる(타-루)                                     |
| 과거 부정 (書かなかった (가카나캇타, 적지 않았다)) | 書かへんだ(가카헨다)                 | 書かなんだ(가카난다)                 | 書かなんだ(가카난다)                   | 書かんだ(가칸다)                       | 書かなんだ(가카난다) 書かんかった(가칸캇타) 書かざった(가카잣타) | 書かなんだ(가카난다)                                           | 書かなんだ(가카난다)                                           |
| 이유의 접속 조사                                   | で(데), もんで(몬데), さかい(사카이) | で(데), もんで(몬데), さかい(사카이) | で(데), もんで(몬데), (さかい(사카이)) | で(데), もんで(몬데), (さかい(사카이)) | で(데), もんで(몬데), よって(욧테)                               | で(데), もんで(몬데), さかい(사카이), さか(사카), よって(욧테) | で(데), もんで(몬데), さかい(사카이), さか(사카), よって(욧테) |

## 음운·음성
음운 체계, 음성 특징은 다른 긴키 방언과 공통하고, 표준어와 큰 차이는 없다. 모음은 바르게 발음되고, 무성음화는 일어나지 않는다. '蚊(가, 모기)', '日(히, 날)' 등의 한 음절은 장음화하는 경향이나, 'がっこ(学校(갓코-), 갓코, 학교)', 'かこ(書こう(가코-), 가코, 적자)'처럼 お단 장음이 짧게 되는 현상도, 다른 긴키 방언과 비슷하게 인정된다.
전통적인 이가 방언에서는 'ai' 연모음이 융합해 'ae' 또는 'æi', 'æe'로 발음된다(예: たえ(鯛(다이), 다에, 도미), あかえ(赤い(아카이), 아카에, 붉다)). 시마의 섬들(사카테지마섬(坂手島)·도시지마섬(答志島)·스가시마섬(菅島)·가미시마 등)이나 미나미무로의 일부에서는, 연모음 'ai', 'ui', 'oi'에 융합이 일어나는 경우가 많다. 그 이외의 미에현 내에서는 융합하지 않는다. 또, 연모음 'ie'는, 'eː'로 변화하는 경우가 있고, '見えへん(미에헨, 보이지 않는다)'→'めーへん(메-헨)'처럼, 동사의 경우는 현 전역에서 일어나고, 미나미미에에서는 명사에서도 변화가 일어난다.
ザ행·ダ행·ラ행의 혼동은, 와카야마현에서 두드러지나, 미에현에서도 시마에서 무로의 고령층을 중심으로 들을 수 있다. ラ행음의 발음화, 촉음화나 자음탈락은, 'あんのに(有るのに(아루노니), 안노니, 있는데)', 'ふってっさけ(降ってるから(훗테루카라), 훗텟사케, 내리고 있으니까)', 'すーな(するな(스루나), 스-나, 하지 마라)' 등, 넓게 보인다.
시마에서는 'けんが(怪我(게가), 겐가, 상처)', 'ひんげ(髭(히게), 힌게, 수염)'처럼, ガ행의 앞에 규칙적으로 'ん(응)'이 나타나는 지역이 있다. 비탁음이 흔적적으로 남아있는 것이라고 추정된다.
미나미미에의 고령층에는 'せ(세)·ぜ(제)'의 발음으로, 'しぇ(셰)·じぇ(제)'가 남아있다. 합요음 'クヮ(과)·グヮ(과)'는 현대의 미에현에서는 들을 수 없다.

## 악센트
현내 주류 악센트는 다른 긴키 방언과 비슷하게 게이한식 악센트(京阪式アクセント)이다. 이는 구와나시 안을 남북으로 흐르는 이비강의 서쪽에 분포한다. 이에 반해 이비강의 동쪽은 기후·아이치 방언(岐阜・愛知方言)계의 우치와 도쿄식 악센트(内輪東京式アクセント)이다. 이 명확한 차이는 1930년에 언어학자인 핫토리 시로(服部四郎)에 의해 발견됐다. (그러나, 구와나시 등의 호쿠세이(北勢) 지역에서는 나고야시 등의 베드타운화가 진행되고 있고, 도쿄식 악센트 화자의 유입도 왕성해지고 있다. 그렇기에, 이전보다는 그 차이가 명료하지 않게 되고 있다.)
이세·이가·시마의 게이한식 악센트는 긴키 중앙부에 가깝다. 단 이세·시마에서는 게이한에서 '저저고'형으로 말하는 '起きる(오키루, 일어나다)', '建てる(다테루, 세우다)' 같은 종류(3박 1단동사 제2류)를 '저고저'형으로 말한다. 다이키정 니시키 이남의 기타무로, 미나미무로에서는, 게이한 악센트의 변종이나, 게이한식과는 다른 각종 악센트가 있고, 복잡하게 분포해있다(상세는 기이 방언을 참조). 구마노시의 산간부는, 나라현 남부와 연속하는 형태로 도쿄식 악센트이다.

## 문법

### 동사
미에현에서 보이는 동사의 활용형을 나타낸다. '-'의 뒤에, 각 활용형에 붙는 대표적인 조동사를 기재한다.
| 동사      | 동사             | 미연                                                   | 연용                 | 종지·연체  | 가정         | 명령       | 의지·추량      |
| --------- | ---------------- | ------------------------------------------------------ | -------------------- | ---------- | ------------ | ---------- | -------------- |
| 5단       | 書く(가쿠, 적다) | かか-ん(가카-안)/へん(헨)/せん(센)                     | かき-たい(가키-타이) | かく(가쿠) | かきゃ(가캬) | かけ(가케) | かこ-う(가코-) |
| 상1단     | 見る(미루, 보다) | み-ん(미-인)/やん(얀)/やへん(야헨)/やせん(야센)        | み-たい(미-타이)     | みる(미루) | みりゃ(미랴) | みよ(미요) | みよ-う(미요-) |
| 하1단     | 寝る(네루, 자다) | ね-ん(네-엔)/やん(얀)/やへん(야헨)/やせん(야센)        | ね-たい(네-타이)     | ねる(네루) | ねりゃ(네랴) | ねよ(네요) | ねよ-う(네요-) |
| カ행 변격 | 来る(구루, 오다) | こ-ん(고-온), き-やん(기-얀)/やへん(야헨)/やせん(야센) | き-たい(기-타이)     | くる(구루) | くりゃ(구랴) | こい(고이) | こ-う(고-)     |
| サ행 변격 | する(스루, 하다) | せ-ん(세-엔), し-やん(시-얀)/やへん(야헨)/やせん(야센) | し-たい(시-타이)     | する(스루) | すりゃ(스랴) | せえ(세)   | しょ-う(쇼-)   |

2단활용의 동사는 미에현에는 없다. '死ぬる(시누루, 죽은)', 'いぬる(이누루, 간)'의 ナ행 변격활용은 이가에 있다.
연용형의 음편에서는, ア·ワ행 5단에서 '買うた(가우타, 산)'처럼 ウ 음편이 일어난다. '歌う(우타우, 노래하다)', '洗う(아라우, 씻다)'처럼 3음절 이상의 말에서는, 'うとーた(우토-타)'→'うとた(우토타, 노래한)', 'あろーた(아로-타)'→'あろた(아로타, 씻은)'처럼 단음화하는 경향이 게이한과 비슷하다. サ행 5단은, 시마 등의 미나미미에에서는 'だいた(出した(다시타), 다이타, 낸)'처럼 イ 음편을 들을 수 있고, 다이키정 니시키 지구에서는 'だいさ(다이사)'처럼 イ 음편화와 함께 s를 다음 박자에 넣는다. 시마의 사키시마반도(先島半島)(구 시마정)에서는 ガ행 발음편, マ행·バ행 ウ 음편도 있다(예: こんだ(漕いだ(고이다), 곤다, 저은), のーだ(飲んだ(논다), 노-다, 마신), あそどる(遊んどる(아손도루), 아소도루, 노는)).
이가나 미나미미에에서는 5단동사 이외에 'たい(다이, ~하고 싶다)', 'もて(모테, ~하면서)' 등이 붙을 때 'みーたい(見たい(미타이), 미-타이, 보고 싶다)', 'しーもて(しながら(시나가라), 시-모테, 하면서)'처럼 음이 늘어나는 경우가 있다.
가정형은 전현에서 '書きゃ(가캬, 적으면)', '見りゃ(미랴, 보면)'처럼 융합형과, '書いたら(가이타라, 적으면)', '見たら(미타라, 보면)' 같은 タラ(타라)형을 병용하고 있다. 게이한에서 タラ형의 세력이 꽤 많은 것에 비하면, 미에현에서는 융합형도 꽤 사용되지만, 이가나 이세의 게이한에 가까운 지역에서는 タラ로 바뀌고 있다. 구와나시·욧카이치시나 시마시 나키리(波切)에서는, '書か(가카, 적으면)', '見や(미야, 보면)', 'きや(기야, 오면)', 'しや(시야, 하면)'의 형태도 사용하고, 구와나·욧카이치에서는 'せや(세야, 하면)'도 사용해 나고야 방언과 비슷하다.

### 형용사
향용사의 연용형에는 ウ 음편을 사용하나, '赤うない(아코-나이)'→'あこない(아코나이, 붉지 않은)', '欲しゅうない(호슈-나이)'→'ほしない(호시나이, 원하지 않는)', '白うない(시로-나이)'→'しろない(시로나이, 하얗지 않은)'처럼 단음화한 형태를 거의 전현에서 사용한다. 어간 말이 ア단인 경우는, 'あかない(아카나이, 붉지 않은)'처럼 어간 그대로의 형태도 있고, 중년층 이하에서 많이 사용된다. 무로에서는 'あっこなる(앗코나루, 붉지 않은)'처럼 촉음을 넣은 형태가 우세하다. 미나미미에에서는, 보통의 종지형에도 'あーかい(아-카이, 붉다)', 'たっかい(닷카이, 높다)'처럼 촉음·장음을 넣은 형태도 사용한다. 또 기타·나카이세, 이가에서는 게이한과 비슷하게 '赤いことない(아카이코토나이, 붉지 않다)'와 같은 형태를 사용한다. 가정형은 'あかかったら(아카캇타라, 붉었다면)'처럼 タラ형이 우세하나, 'あかけりゃ(아카케랴, 붉다면)'의 형태도 사용하고, 'あかけら(아카케라, 붉다면)'로 되는 지역도 있다.

### 조동사 등 각종 표현
단정
단정의 조동사는, 기타미에에서는 'や(야, ~다)'. 미나미미에에서는 'じゃ(자)'도 있지만, 중년층 이하에서는 'や(야)'가 퍼지고 있다. 공손하게는 'です(데스, ~입니다)' 외에, 이가에서는 오사카적인 'だす(다스)'도 사용한다.
부정
부정의 조동사에는 '-ん(응)/やん(얀)(~않다)', '-へん(헨)/やへん(야헨)', '-せん(센)/やせん(야센)'이 사용된다. 'やん(얀)'은 5단동사에는 붙지 않는다. '見ん(민, 보지 않는다)'와 같은 형태라면 '見る(미루, 보다)'가 발음화한 것인지 부정인지 알기 힘든 경우가 있기에, 'やん(얀)'이 발달한 것이라고 추정된다. 'やん(얀)'은 미에현 외에 와카야마현이나 나라현, 오사카부 남부 등에서 사용한다. 어느 부정 조동사도 원칙으로 미연형에 접속하나, 'せん(센)/へん(헨)'은 여러 형태가 있고, 5단동사에서는 '書かへん(가카헨)/書かせん(가카센)/書けせん(가케센)/書きゃせん(가키야센)(적지 않다)', 상1단동사에서는 '見やへん(미야헨)/見やせん(미야센)/見えせん(미에센)/見いせん(미-센)/みゃあせん(미야-센)/めえせん(메-센)/みいせん(미-센)(보지 않다)', 하1단동사에서는 '寝やへん(네야헨)/寝やせん(네야센)/寝えせん(네-센)(자지 않다)', カ행 변격활용에서는 'きやへん(기야헨)/きやせん(기야센)/きいせん(기-센)/こおせん(고-센)/けえせん(게-센)/きゃあへん(기야-헨)(오지 않다)', サ행 변격활용에서는 'しやへん(시야헨)/しやせん(시야센)/しいせん(시-센)/せえせん(세-센)/さあへん(사-헨)/しゃあへん(샤-헨)(하지 않다)' 같은 형태가 사용되고, 분포 상황은 복잡하다. 이들은 '書きはせん(가키와센)→かきゃせん(가캬센)→かかせん(가카센)→かかへん(가카헨)(적지 않다)', '見はせん(미와센)→みやせん(미야센)→みやへん(미야헨)(보지 않다)'와 같이 변화한 것이라고 추정된다. 미나미무로에서는 1단동사가 ラ행 5단화한 '見らん(미란, 보지 않다)', '寝らせん(네라센, 자지 않다)'와 같은 형태도 사용된다.
연용형에서는 '書かずに(가카즈니, 적지 않고)/見やずに(미야즈니, 보지 않고)', '書かいでも(가카이테모, 적지 않아도)/見やいでも(미야이데모, 보지 않아도)', '書かんと(가칸토, 적지 않으면)/見やんと(미얀토, 보지 않으면'과 같은 형태를 사용한다. 이가에서는 '書かんどくに(書かないで(가카나이데), 가칸도쿠니, 적지 말고)', '見やんどくに(見ないで(미나이데), 미얀도쿠니, 보지 말고)'와 같은 형태가 있다.
가정형은 '書かな(가카나, 적지 않으면)', '見やな(미야나, 보지 않으면)'처럼 '-な(나, ~면)', '-やな(야나)'이고, 일부 지역에서는 '-にゃ(냐)'도 있다. 이가의 우에노시 등에서는 '-なんだら(난다라)'도 병용한다.
과거형은 '-んだ(응다)(~않았다)/やんだ(얀다)/へんだ(헨다)/やへんだ(야헨다)/なんだ(난다)'를 사용하고, 이세 중부가 '-んだ(응다)', 이가 북부가 '-へんだ(헨다)', '-なんだ(난다)'가 무로와 이세 북부, 이가 남부에 분포한다. 'なんだ(난다)'가 가장 오래됐고, 그 후에 'んだ(응다), 그 후에 'へんだ(헨다)'가 들어왔다고 추정된다. 시마에는 '-んかった(응캇타)'가 있으나, 표준어의 영향으로 쇼와 이후에 사용하게 된 것과는 다르게, 자연 발생했다고 추정된다. 시마·미나미이세에서는 '-ざった(잣타)'도 보이고, '見やはった(미야핫타, 보지 않았다)', '寝やだった(네야닷타, 자지 않았다)'. '寝やらった(네야랏타, 자지 않았다)', '寝ややった(네야얏타, 자지 않았다)' 등도 들을 수 있다.
사역
사역에는 '-す(스, ~하게 하다)', '-やす(야스)'를 사용한다. 5단동사에는 'す(스)', 그 이외의 동사에는 'やす(야스)'가 붙고, 양쪽 다 미연형에 접속한다. 'す(스)/やす(야스)' 자체는 5단활용을 한다(예: 書かす(가카스, 적게 하다), 見やす(미야스, 보게 하다), 書かした(가카시타, 적게 한), 見やした(미야시타, 보게 한)). 기타미에에서는 '-やす(야스)' 대신에 '-さす(사스)'도 사용한다.
수동·가능
수동·가능에는 하1단활용의 '-れる(레루, ~되다, ~할 수 있다)', '-やれる(야레루)'를 사용한다. 5단동사에는 'れる(레루)', 그 이외의 동사에는 'やれる(야레루)'가 붙고, 양쪽 다 미연형에 접속한다(書かれる(가카레루, 적히다), 見やれる(미야레루, 보여지다)). 표준어형의 '-られる(라레루)'는 기타·나카이세가 중심적이다. 가능의 경우, 5단동사에서는 가능동사(예: 書ける(가케루, 적을 수 있다))도 사용하고, 1단동사에서는 '-れる(레루)'의 형태(예: 見れる(미레루, 볼 수 있다))도 이전부터 사용돼왔다. 가능에는 'よー(요-)'를 사용한 'よー書く(요-카쿠, 적을 수 있다)'와 같은 형태도 있다. 미나미무로에서는 하1단활용의 '-える(에루)', '-えれる(에레루)'도 있고, 연용형에 접속한다(예: 書きえる(가키에루, 적을 수 있다), 書きえれる(가키에레루, 적을 수 있다), 見えれる(미에레루, 볼 수 있다)).
존경
기타미에에서는 존경의 조동사의 종류가 많고, 지역 차도 크다. 미연형에 접속하는 것으로, 기타미에에서 '-れる(레루, ~하실 것이다)/られる(라레루)', 이가에서 '-っしゃる(읏샤루)/やっしゃる(얏샤루)', 시마에서 '-しゃる(샤루)/やしゃる(야샤루)', 이세·시마에서 '-さる(사루)/やさる(야사루)', 이세에서 '-んす(응스)/やんす(얀스)', 무로에서 '-いす(이스)/やいす(야이스)', 시마에서 '-す(스)/やす(야스)', 기타이세에서 '-っせる(읏세루)/さっせる(삿세루)/やっせる(얏세루)'가 있다. 또 연용형에 접속하는 것으로, 이가에서 '-なはる(나하루, ~하시는)', '-ゃはる(야(요음)하루)/やはる(야하루)', 이세에서 '-なさる(나사루)', 기타이세에서 '-なある(나-루)', 이세·시마에서 '-なる(나루)'가 있다. 이들 중, '-れる(레루)/られる(라레루)', '-さっせる(삿세루)/やっせる(얏세루)'는 하1단활용으로, 외에는 5단활용을 한다(예: 見やっせる(미얏세루, 보실 것이다)→見やっせた(미얏세타), 見やんす(미얀스, 보실 것이다)→見やんした(미얀시타)). 역사적으로는, ナサル(나사루)계는 'なさる(나사루)→なはる(나하루)→なある(나-루)→なる(나루)'로 변화한 한편, 'なはる(나하루)→やはる(야하루)'로도 변화했다. 또 외의 조동사는 'っしゃる(읏샤루)/やしゃる(야샤루)→さる(사루)/やさる(야사루)', 'んす(응스)/やんす(얀스)→いす(이스)/やいす(야이스)→す(스)/やいす(야이스)'로 변화한 것이라고 추정된다. 이들 중, 'られる(라레루)'계가 가장 오래됐고, 'なさる(나사루)'계는 게이한 방면에서 전해진 것이라고 추정되며, 기타이세의 'さっせる(삿세루)'계는 나고야 방언의 영향이다.
존경의 보조동사에서는 기타미에에서 '-ておいでる(테오이데루, ~하시다)', '-といでる(토이데루)', '-てなはる(테나하루)', '-てござる(테고자루)', '-てみえる(테미에루)'가 있고, 존경의 진행상·결과상을 나타낸다. 'ござる(고자루)'는 고령층에 한하지만 'みえる(미에루)'는 넓은 세대에서 사용된다. 단, 이가 남부에서는 'みえる(미에루)'를 사용하지 않는다.
존경의 조동사·보조동사는 명령·의뢰 표현에서만 남아있는 경우가 많다. 이가에서는 '-てだーこ(테다-코, ~해주십시오. '頂こう(이타다코-, ~받자)'에서 유래)'나, '-なして(나시테, -해주십시오)'가 있고, 이세시·도바시의 일부에서는 '-てたもれ(테타모레, ~해주십시오)가 있다.
미나미미에에서는 조동사에 의한 대우 표현은 행하지 않고, 종조사에 의해 대우를 구별한다. 이는 같은 미나미킨키인 와카야마현이나 나라현 남부와 공통하는 특징이다. 이 구별이 타 지역의 사람에게는 파악이 되지 않기에, 이른바 '존댓말 없는 땅'으로 간주되기 쉬우나, 표현 방법이 다르기 때문에 파악하기 힘든 것뿐으로 존댓말이 없는 것은 아니다(각각의 종조사는 #조사에서 후술).
경멸
경멸의 조동사에서는, '-よる(요루, ~짓을 하다)', '-やがる(야가루)', '-くさる(쿠사루)', '-さらす(사라스)'가 있다. 단 '-よる(요루)'는 미나미미에에서는 진행상의 조동사이다.
추량·의지·권유
추량에는 '-やろ(야로, ~겠지)/じゃろ(자로)'를 사용한다. 부정 추량의 경우는 부정의 'ん(응)' 등에 이들을 붙이나, 부정 추량·의지의 '-まい(마이)'를 사용하는 지역도 있다. 그러나 '-まい(마이)'는 기타미에에서는 권유로 사용되는 경우가 많고, '書こまい(가코마이, 적지 않을래)', '見よまい(미요마이, 보지 않을래)'처럼 의지형에 붙는다.
진행상과 완료상
미나미미에에서는 진행상과 완료상(결과상)의 구별이있고, 진행에는 '-よる(요루)', 완료에는 '-とる(토루)'를 사용한다(예: 雨や降りよる(아메야 후리요루, 비가 내리고 있다), 雨や降っとる(아메야 훗토루, 비가 내렸다)). 이들은 각각 'おる(오루, 있다)', 'ておる(테오루, ~하고 있다)'의 변화이다. 미나미무로에서는 생물에도 'おる(오루, 있다)'가 아닌 'ある(아루, 있다)'를 사용하기에, 그것에 맞춰 진행이 '-やる(야루)/やーる(야-루)', 완료가 '-たる(타루)/たーる(타-루)'로 된다. 단 시마·미나미이세에서는 구별이 없어지고 있다. 기타미에에서는 구별은 없으며 양쪽 다 같은 형태를 사용하고, 사용하는 동사에 따라 의미가 진행으로 되거나 완료로 되거나 한다. 이세에서는 '-とる(토루)'를 사용하고, 이가에서는 게이한처럼 '-てる(테루)'를 사용한다.

### 조사
격조사·계조사·부조사
주격의 'が(가, ~이/가)', 대격의 'を(오, ~을/를)', 인용의 'と(토, ~라고)'는 사용하지 않는 경우가 많다. 기타미에에서는 무조사로 표현된다. 한편, 미나미미에에서는 'が(가)', 'は(와, ~은/는)'는 'や(야)'나 'あ(아)'로 되지만, 명사 말미음과 융합해 'がっこあ(갓코아)/がっか(갓카)(学校が(갓코-가), 학교가)', 'うみゃ(우먀)/うんみゃ(운먀)(海が(우미가), 바다가)' 등처럼 된다. 이 경우 'が(가)'와 'は(하)'의 구별은 없게 된다. 오와세시에서는 'を(오)'도 앞의 모음과 융합한다. 시마 남부에서는 주격으로 'な(나)'를 사용하는 지역도 있다. 시마의 사키시마에서는 '本が(혼가, 책이)/は(혼와, 책은)', '門が(몬가, 문이)/は(몬와, 문은)'이 [hoã], [moã]처럼 'ア(아)'가 비모음으로 된다. 또 시마시 나키리에서는 'を(오)'를 의미하는 'をち(오치)', 'よち(요치)'가 있다. 무로마치 시대의 주석한 것에서 'をち(오치)'의 예가 있고, 그 잔존으로 보인다.
'こそ(코소, ~(이)야 말로)'에 해당하는 조사로, 이가에서 'こされ(코사레)/こさり(코사리)'가 있고, 가카리무스비(係り結び, 글 중에 계조사가 사용되었을 때, 그것이 문말의 진술에 영향을 주는 호응 관계)의 모습이 남아있다. 'しか(시카, ~밖에)'에 해당하는 조사로, 옛날에는 이가에 'はっちゃ(핫챠)', 이세에 'こそ(코소)'가 있었다. 미나미미에에서는 'しか(시카)'이다.
'どこへなり勝手に行け(도코에나리 갓테니 이케, 어디든 간에 아무 곳으로나 가라)'의 'なり(나리, ~든지)'로, 전현에서 'なと(나토)', 미나미미에에서 'なっと(낫토)'를 사용한다.
접속조사
이유를 나타내는 순접의 접속조사는 'で(데, ~이기에)', 'もんで(몬데)'가 거의 전현에서 사용된다. 외에 'さかい(사카이)', 'さか(사카)'가 이가와 무로를 중심으로 사용되고, 기타·나카이세에서도 있지만 사용하지 않게 돼가고 있다. 또 미나미미에를중심으로 'よって(욧테)'가 사용되고 있다. 역접으로는 전현에서 'けど(케도, ~이지만)'을 사용한다. 역접의 가정 조건에는, 'ても(테모, ~여도)'나 'たって(탓테)/たかて(타카테)/たとて(타토테)/たてて(타테테)'를 사용한다(예: そんなことゆーても(손나 고토 유-테모, 그런 걸 말해도)/ゆーたって(손나 고토 유-탓테)). 'ながら(나가라, ~하면서)'에 해당하는 조사에는 기타미에에서 'もって(못테)', 미나미미에에서 'もて(모테)'를 사용한다(예: 食べもって(다베못테, 먹으면서)).
종조사
기타·나카이세에서는 '書きな(가키나, 적으렴)', '書きない(가키나이)', '寝な(네나, 자렴)', '寝ない(네나이)'처럼, 연용형에서 'な(나)', 'ない(나이)'를 붙여 온화한 명령에서 사용한다. 이가에서는 연용형만 사용하거나, 연용형의 어미를 늘려 사용하는 것으로 부드러운 명령 표현을 한다{sfn|니와|2000|p=23}}. 이가·이세에서는 더욱 부드러운 명령 표현으로 '書きさ(가키사, 적으려무나)', 'みーさ(미-사, 보려무나)'처럼 연용형에 'さ(사)'를 붙이는 형태를 사용한다. 이가·이세에서는 '書けさ(가케사)'처럼 명령형에도 'さ(사)'를 붙인다.
권유 표현으로, 이세에서는 'に(니)'를, 이가에서는 'さ(사)'를 붙인다. 시마에서는 'に(니)'나 'か(카)'. 무로에서는 'ら(라)'를 붙이고, 거기에 대우의 조사가 붙어 'らい(라이)', 'られ(라레)' 등으로 된다.
'じゃないか(자나이카, ~지 않은가)'에 해당하는 종조사로는 'やないか(야나이카)/じゃないか(자나이카)' 외에, 시마·미나미이세에서는 'じゃんか(잔카)/やんか(얀카)'가 있고, 오사카 방면으로 'やんか(얀카)'가 퍼지기 전부터 사용됐다. 이것들보다 가벼운 표현으로, 전현적으로 'がな(가나)/がん(간)/が(가)'를 사용하고, 시마·미나미이세에서는 'がれ(가레)', 미나미무로에서는 'げ(게)'로 된다. 또 이가에서는 강한 단정으로 'わして(와시테)'라고 하고, 'だよ(다요, ~야)'에 해당하는 표현으로 'やして(야시테)'가 있다.
시마에서는 전술한 'がれ(가레)' 외에 'じゃれ(자레, ~야(-だよ(다요)))', 'かれ(카레, ~니(-かい(카이)))', 'われ(와레, ~야(-わ(와)))'처럼, 각종 조사에 'れ(레)'가 붙는다.
미나미미에에서는 종조사에 따른 경의 표현이 많고, 종조사에 따라서 청자에게 공손함을 표한다. ナ행 문말사는 상·중·하의 세 단계로, 대강 상에 'なー(나-)', 중에 'のー(노-)', 하에 'ねー(네-)/にゃー(냐-)/ねや(네야)'를 사용하나, 미나미무로에서는 상에서 'なー(나-)'는 사용하지 않고 'のし(노시)'라고 말한다. 의문의 조사는 상에 'かな(카나)/かい(카이)', 중에 'か(카)', 하에 'かれ(카레)'를 사용하고, 'い(이)'와 'れ(레)'로 윗사람과 동등 이하를 구별한다.

## 미에 방언을 사용하는 작품
- 47 도도부견(47都道府犬) - 성우 버라이어티 SAY!YOU!SAY!ME!(声優バラエティー SAY!YOU!SAY!ME!)에서 방영된 단편 애니메이션으로, 지방의 특산품을 모티브로 한 개들이 등장한다. 미에현은 진주조개가 모티브인 미에견으로 등장해, 'はっ、恥ずかしいですやん!!(부, 부끄러워요!!)' 등으로 이야기한다. 성우는 미에현 출신의 미즈타 와사비가 담당했다.
- NEW GAME! - 게임 제작 애니메이션. 등장인물의 이지마 윤(飯島ゆん)이 미에 방언을 사용한다는 설정이 있다. 단, 실제 미에 방언과는 완벽히 일치하지는 않는다. 성우는 미에현 출신의 다케오 아유미(竹尾歩美)가 담당하고 있다.
- 괴수색의 섬(かいじゅう色の島) - 스가시마섬(菅島)을 모델로 했다[67], M현의 지류시마섬(知流島)을 무대로 하는 만화 작품[68]. 등장인물의 지가와 곤(千川棔)이 미에 방언(작자인 핫토리 미쓰루(はっとりみつる)는 'M현 부근의 말투'라고 언급)을 사용한다[69]. PV에서 성우를 맡은 도야마 나오는 도쿄도 출신이나, 미에현 출신의 성우인 야부우치 유미(藪内裕友実)가 방언 지도를 담당했다[70].
- 토끼 드롭스·대가족(よっけ(미에 방언으로 たくさん(다쿠산, 많음)의 의미)家族) -  작가인 우니타 유미(宇仁田ゆみ)는 미에현 출신.
- 야토가메짱 관찰 일기(八十亀ちゃんかんさつにっき) - 나고야와 그 주변 지역의 문화·현민성 등을 주제로 한 만화. 주요 등장인물인 사사쓰 얀나(笹津やん菜)가 미에 방언을 사용한다. 애니메이션 판의 성우인 고마쓰 미카코는 미에현 구와나시 출신.

## 같이 보기
- 긴키 방언
- 이세 방언
- 시마 방언
- 이가 방언
- 기이 방언

## 참고 문헌
- 우메가키 미노루(楳垣実), 편집. (1962), 《긴키 방언의 종합적 연구(近畿方言の総合的研究)》, 산세이도(三省堂)
  - 우메가키 미노루(楳垣実) 「긴키 방언 총설(近畿方言総説)」
  - 우메가키 미노루(楳垣実) 「미에현 방언(三重県方言)」
- 사토 도라오(佐藤虎男) (1982), 〈미에현의 방언(三重県の方言)〉,   이토요 기이치(飯豊毅一); 히노 스케즈미(日野資純); 사토 료이치(佐藤亮一), 《강좌 방언학 7 긴키 방언의 방언(講座方言学 7 近畿地方の方言)》, 고쿠쇼칸코카이(国書刊行会)
- 니와 가즈야(丹羽一彌) (2000),  히라야마 데루오(平山輝男), 편집., 《일본의 말 시리즈 24 미에현의 말(日本のことばシリーズ 24 三重県のことば)》, 메이지 쇼인(明治書院)